# La muerte... Un compromiso de todos
La Muerte... Un compromiso de todos es el primer álbum de la banda colombiana La Pestilencia. Fue publicado en 1989 por el sello independiente Mort Discos, bajo la producción de Arturo Astudillo exmiembro de Los Flippers, en la época de su publicación se consideró uno de los álbumes mejor producidos del género punk en Colombia. Actualmente se lo considera un clásico del género a nivel latinoamericano; temas como «Fango», «Ciencia de la autodestrucción», «Olé» y «Vive tu vida» se convertirían en himnos del grupo y sus seguidores.

## Grabación y contenido
La producción del álbum fue una de las más profesionales en su época, no obstante el grupo no tuvo el amparo de ningún sello especializado por lo cual prácticamente se autogestionó, la inversión fue de 810 500 pesos colombianos, y todo el disco se grabó en aproximadamente 40 horas.
En este álbum se puede apreciar influencias que van desde el black metal en «Sed de poder», además de letras nihilistas. «Cartoneros» y «La Pestilencia» son íntegramente canciones grindcore. «Destrucción y muerte» posee un evidente trabajo en estudio con el juego de guitarras en estéreo, mientras que «Vive tu vida» rememora el punk español clásico,  «Olé» es punk antitaurino, «Fango» es una adaptación de un tema de The 4 Skins que habla de “un ministro asesinado/ otros masacrados”. «Sicairos» es un juego de palabras sobre el abuso policial y su complicidad con entes paramilitares como en el caso de la Masacre de Segovia. «Desmontemos esta farsa» es una parodia crítica de la elección popular de alcaldes. Lo anterior demuestra lo adelantado e influenciado que se encontraba la banda para esta época.

## Lista de canciones
| N.º | Título                                     | Duración |  |
| 1.  | «Ciencia de la autodestrucción»            | 03:30    |  |
| 2.  | «Condición infrahumana»                    | 01:18    |  |
| 3.  | «Sed de poder»                             | 02:01    |  |
| 4.  | «Cartoneros»                               | 01:08    |  |
| 5.  | «Fango»                                    | 01:44    |  |
| 6.  | «Sicairos»                                 | 02:47    |  |
| 7.  | «La Pestilencia»                           | 00:09    |  |
| 8.  | «Destrucción y muerte»                     | 01:54    |  |
| 9.  | «Tercos»                                   | 01:16    |  |
| 10. | «Vive tu vida»                             | 02:47    |  |
| 11. | «Desmontemos esta farsa»                   | 02:27    |  |
| 12. | «Metástasis canceroso»                     | 01:26    |  |
| 13. | «Apatía»                                   | 01:11    |  |
| 14. | «No»                                       | 00:40    |  |
| 15. | «Los mitos se acaban»                      | 02:09    |  |
| 16. | «Olé»                                      | 03:00    |  |
| 17. | «Sangre por sangre»                        | 02:29    |  |
| 18. | «Los bribones perderán el sueño (Parte 2)» | 00:57    |  |

## Personal
- Dilson Díaz - Voz
- Héctor Buitrago - Bajo
- Francisco Nieto - Guitarra
- Jorge León Pineda - Batería